# داميان جاكسون
داميان جاكسون (بالإنجليزية: Damian Jackson) هو لاعب كرة قاعدة أمريكي، ولد في 16 أغسطس 1973 في لوس أنجلوس في الولايات المتحدة.

## وصلات خارجية
- داميان جاكسون على موقعبيزبول رفرنس.كوم (الدوري الرئيسي) (الإنجليزية)
- داميان جاكسون على موقع إي إس بي إن.كوم (أم.أل.بي) (الإنجليزية)